# Río Pañambí
Río Pañambí – rzeka w Kolumbii, w departamencie Nariño. Uchodzi ona do Río Mataje przy granicy kolumbijsko-ekwadorskiej.